# Bernard Simonay
Bernard Simonay (Parigi, 2 agosto 1951 – 21 maggio 2016) è stato uno scrittore francese. Era noto per aver scritto romanzi fantastici, polizieschi, d'avventura e storici. Tra le sue opere troviamo la pentalogia La leggenda di Imhotep, le uniche sue opere edite in Italia, che hanno appunto il famoso architetto Imhotep come protagonista.

## Biografia
Fin da giovane, Bernard ha sviluppato un desiderio di intraprendere una carriera artistica, influenzato da scrittori come Robert Merle e René Barjavel, oltre che a Jules Verne, H. G. Wells e molti altri, come Maurice Druon e i suoi "re maledetti" per i romanzi storici. All'inizio, egli aveva considerato di avviare una carriera come regista e sceneggiatore, ma essendo la comunità del cinema inaccessibile per lui, iniziò a scrivere delle storie per conto suo come hobby. I suoi studi lo portarono a insegnare matematica e fisica, per poi abbandonare il dottorato dopo due anni e iniziare una famiglia.
Il suo primo vero manoscritto fu Phénix, un romanzo di fantascienza la cui scrittura durò 5 anni, e che venne poi presentato alla Editions du Rocher, che acconsentì a pubblicarlo nel 1986. Il successo di tale romanzo gli valse i premi Cosmo 2000 e Julia Verlanger nel 1987.
Nel '96 pubblica La Jeunesse de Djoser, primo libro della saga di Imhotep; in Italia, verrà diviso in due tomi, La bastarda del Nilo e Il volo del falcone, pubblicati dalla Piemme due anni dopo. Nel '97 arriva il secondo volume della saga, La Cité sacrée, che in Italia uscirà due anni dopo come terzo episodio, La città sacra. A chiudere la saga sarà La Lumière d'Horus, anch'esso diviso in due parti nel 2000 in Italia: L'amore di Thanys e La luce di Horus.

## Opere

### L'universo di Phénix

#### Ciclo Phénix
- (FR) Phénix, 1986.
- (FR) Graal, 1988.
- (FR) La Malédiction de la Licorne, 1990.

#### Altri libri
- (FR) La Porte de Bronze, 1994.
- (FR) La Vallée des neuf cités, 2007. (riedito nel 2009)

### Universo dei figli di Atlantide

#### Ciclo I figli di Atlantide
- (FR) Le Prince déchu, 1994.
- (FR) L'Archipel du Soleil, 1995.
- (FR) Le Crépuscule des Géants, 1996.
- (FR) La Terre des Morts, 2003.

#### Altri libri
- (FR) Le Secret interdit, 2001. (sebbene non direttamente ambientato nella saga, si svolge nel nostro universo ai giorni nostri)

### La leggenda di Imhotep
- La bastarda del Nilo [La Jeunesse de Djoser], traduzione di Frediano Sessi, Segrate, Piemme, 1998  [1996], ISBN 88-384-3119-1.
- Il volo del falcone [La Jeunesse de Djoser], traduzione di Frediano Sessi, Segrate, Piemme, 1998  [1996], ISBN 88-384-4087-5.
- La città sacra [La Cité sacrée d'Imhotep], traduzione di Frediano Sessi, Segrate, Piemme, 1999  [1997], ISBN 88-384-4187-1.
- L'amore di Thanys [La Lumière d'Horus], traduzione di Frediano Sessi, Segrate, Piemme, 1999  [1998], ISBN 88-384-4549-4.
- La luce di Horus [La Lumière d'Horus], traduzione di Frediano Sessi, Segrate, Piemme, 2000  [1998], ISBN 88-384-4886-8.

### Altri libri
- Il segreto di Imhotep, Segrate, Piemme, 2002, ISBN 88-384-6305-0.

## Premi
- Premio Julia-Verlanger (Phénix, 1987)
- Premio Cosmos 2000 (Phénix, 1987)
- Prix du roman populaire d'Elvin 2010 (La Porte de Bronze, 1995)